# Sant Miquel de la Mosquera
L'Església de Sant Miquel de la Mosquera és una església situada a Encamp, Andorra. Actualment aquest edifici està registrat com a Patrimoni Cultural d'Andorra. Va ser construïda el segle xvi i renovada el segle xviii.

## Història
Es tracta de l'església sufragània de la parròquia d'Encamp, construïda probablement a les acaballes del segle xvi, moment en què es va instal·lar el retaule, i que es troba registrada, per primera vegada, el 1611. El 1769 l'edifici original va ser ampliat.
Posteriorment, el segle xix, es va modificar la decoració interna de la capella; a més, el pintor Josep Oromí i Muntada va realitzar-hi unes pintures murals. Finalment, el 1974 es va refer la teulada i, el 2006, es van restaurar per última vegada les pintures de Josep Oromí.

## Descripció

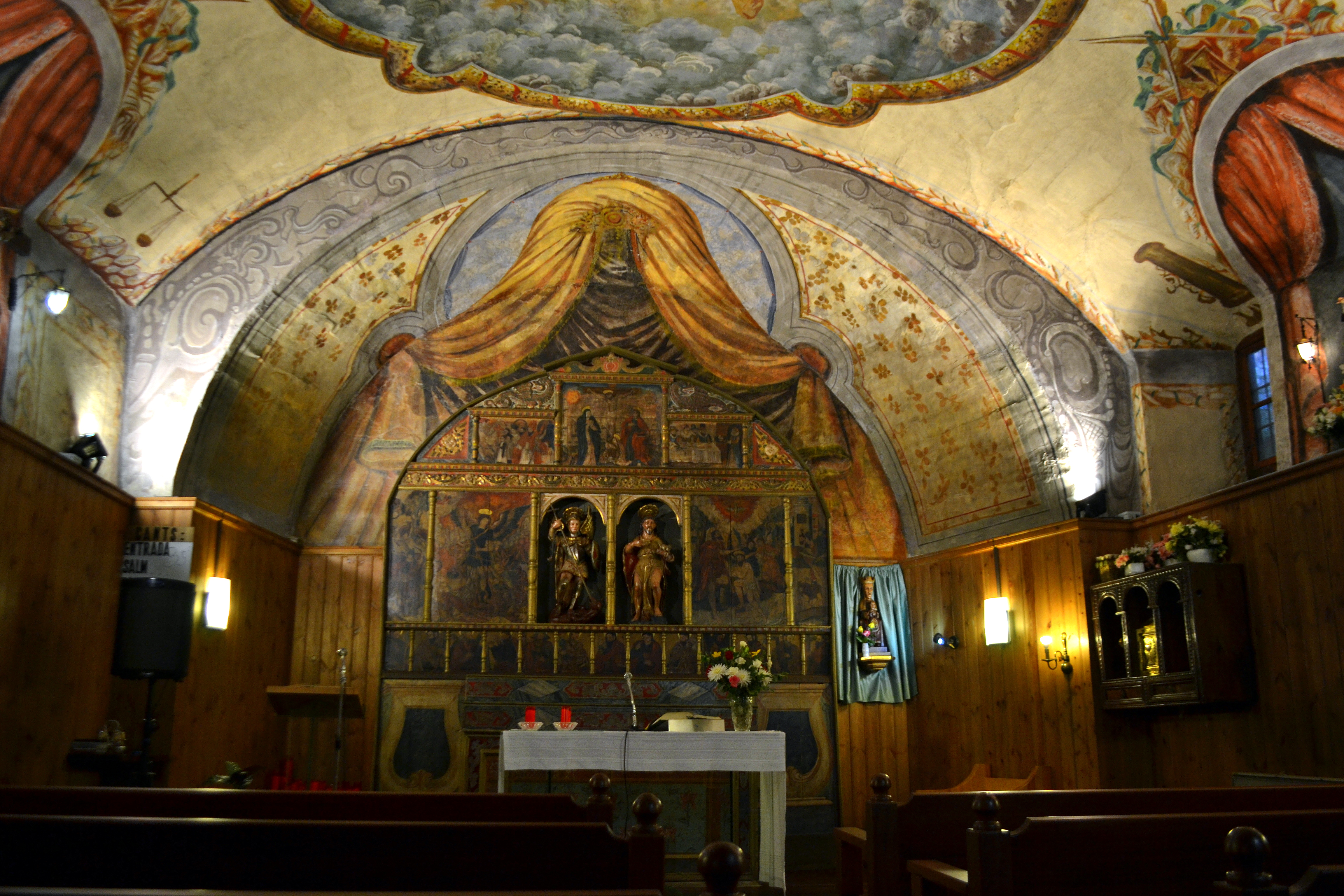
Interior del temple

L'església segueix un model arquitectònic molt similar al de la majoria de capelles rurals de la resta d'Andorra. Aquesta mostra una planta rectangular i d'estructura molt senzilla, parcialment excavada a la roca en el seu vessant sud. Els murs de la capella són de pedra lligada amb morter de fang, mentre que una part està relligada amb ciment. Una de les façanes està rebaixada per deixar més pas lliure al carrer. La coberta és de fusta i llosa i és a dues aigües.
La porta es troba a la façana nord-est, on també hi ha dues petites obertures rectangulars de poc més d'un pam. A la façana principal, a la part baixa, hi ha dues finestres rematades amb un arc rebaixat fet de pedra tosca i, per dalt, n'hi ha una altra de rectangular. Sobre el mur de la façana principal, al nord-oest), s'hi alça un campanar d'espadanya d'arc de mig punt. A l'interior, la coberta de la nau és de volta escarsera, tret de l'absis, que és de volta de canó. El soler i part de les parets estan revestits de fusta. A l'altar major es conserva un retaule dedicat a sant Miquel Arcàngel i a sant Joan Baptista. L'any 1989 es van editar uns Goigs a sant Miquel patrocinats pel Comú d'Encamp.
L'obra d'Oromí es va realitzar en un tremp sobre guix. La iconografia és de motius senzills a l'absis i més treballats a la volta, representant la Transfiguració de Jesús i l'entrega de les Taules de la Llei a Moisès. Com és habitual en el pintor del Coll de Nargó, la composició de les pintures integra l'altar barroc en un conjunt escenogràfic dominat pels tons ocres.